# Trachea subfusca
Trachea subfusca là một loài bướm đêm trong họ Noctuidae.